# Port lotniczy Bihać
Port lotniczy Bihać – port lotniczy zlokalizowany w Bihaciu (Bośnia i Hercegowina, Federacja Bośni i Hercegowiny).